# Jonathan Kennard

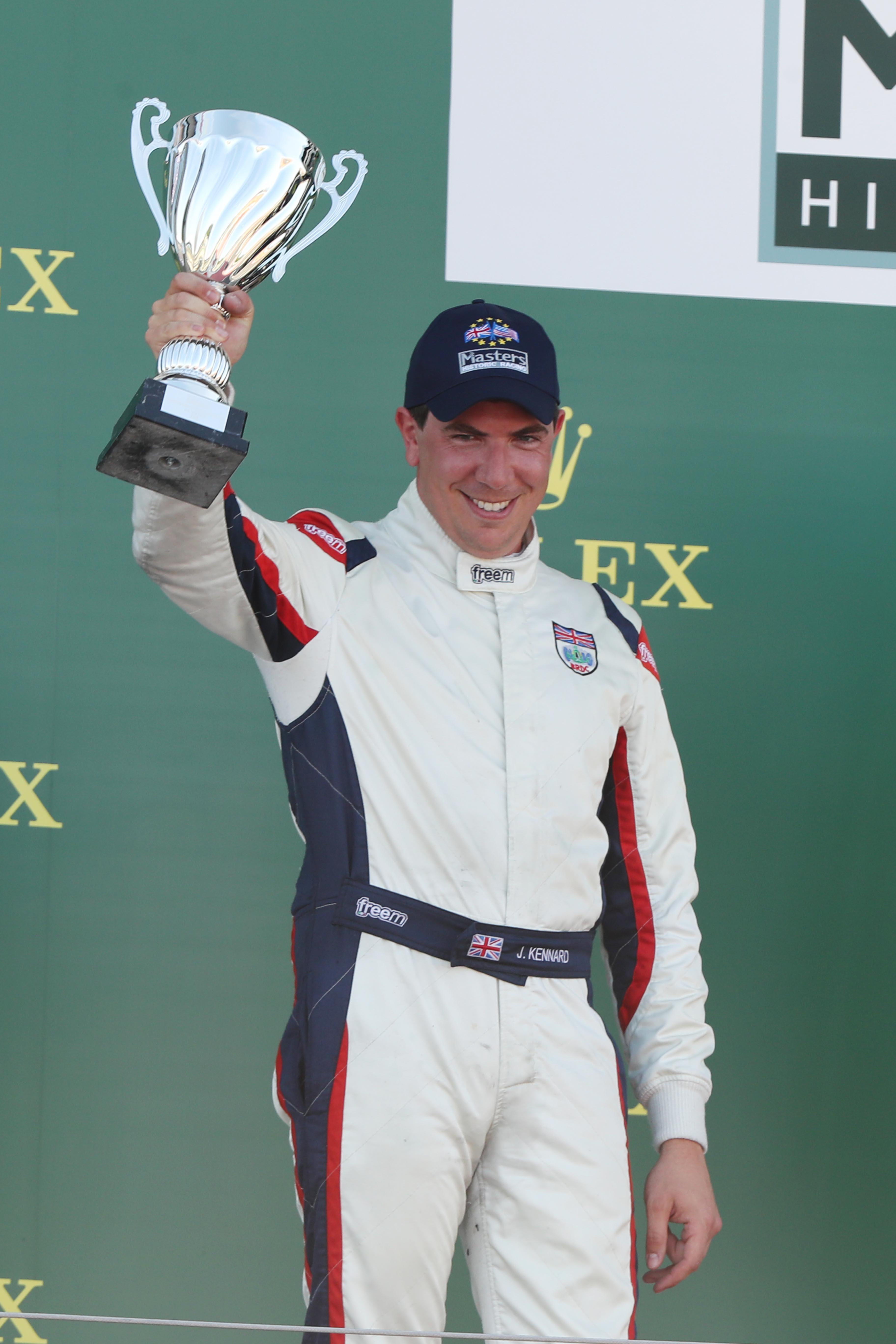
Jonathan Kennard, 2018

Jonathan Charles Kennard (* 26. Juni 1985 in Tunbridge Wells, England) ist ein ehemaliger britischer Rennfahrer.

## Karriere
Nachdem Kennard seine Motorsportkarriere 1998 im Kartsport begonnen hatte und bis 2000 in dieser Sportart aktiv gewesen war, fuhr er 2001 und 2002 im Club-Rennsport. 2003 wechselte er in den Formelsport und wurde Sechster in der Formel Palmer Audi. Darüber hinaus gewann er die Herbstmeisterschaft der Formel Palmer Audi. 2004 blieb er in der Formel Palmer Audi und gewann den Meistertitel.
2005 wechselte er zu Alan Docking Racing in die britische Formel-3-Meisterschaft. Er gewann bei einem Rennen die nationale Wertung und beendete die Saison auf dem dritten Platz der nationalen Klasse. 2006 blieb er bei Alan Docking Racing und trat in der regulären Meisterschaft an. Mit einem vierten Platz als bestes Resultat belegte er den zwölften Gesamtrang. 2007 wechselte er zu Räikkönen Robertson Racing. Mit einem Sieg wurde er Sechster in der Meisterschaft.
2008 nahm Kennard an keiner Rennserie teil. Stattdessen absolvierte er im November Aerodynamiktests für das Formel-1-Team Williams. 2009 wechselte Kennard in die Internationale Formel Master. Da sein Rennstall, das Team JVA, bereits nach einem Rennen aus der Serie ausgestiegen war, war Kennard zunächst wieder ohne Cockpit. In der Gesamtwertung wurde er 14. Anschließend nahm er für verschiedene Teams an vier von sechs Superleague-Formula-Wochenenden der Saison teil. Seine beste Platzierung war ein fünfter Platz.
2010 nahm Kennard an zwei Rennen der Le Mans Series teil und wurde 15. in der LMP2-Wertung. Außerdem gab er sein Debüt beim 24-Stunden-Rennen von Le Mans. 2011 trat er für DKR Engineering in einem Lamborghini Murciélago zu drei Veranstaltungen der FIA-GT1-Weltmeisterschaft an. Er blieb ohne Punkte. Außerdem nahm er bei einer Formel-2-Veranstaltung am freien Training teil.

## Statistik

### Karrierestationen
| - 1998–2000: Kartsport - 2001–2002: Club-Rennsport - 2003: Formel Palmer Audi (Platz 6), Herbstmeisterschaft (Meister) - 2004: Formel Palmer Audi (Meister) | - 2005: Britische Formel 3, nationale Klasse (Platz 3) - 2006: Britische Formel 3 (Platz 12) - 2007: Britische Formel 3 (Platz 6) - 2009: Internationale Formel Master (Platz 14) | - 2009: Superleague Formula - 2010: Le Mans Series, LMP2-Wertung (Platz 15) - 2011: FIA-GT1-WM (Platz 40) |

### Le-Mans-Ergebnisse
| Jahr | Team       | Fahrzeug    | Teamkollege   | Teamkollege       | Platzierung | Ausfallgrund |
| ---- | ---------- | ----------- | ------------- | ----------------- | ----------- | ------------ |
| 2010 | KSM        | Lola B07/40 | Hideki Noda   | Jean de Pourtales | Rang 26     |              |
| 2020 | IDEC Sport | Oreca 07    | Patrick Pilet | Kyle Tilley       | Rang 15     |              |